# Lý Nghiêm
Lý Nghiêm (chữ Hán: 李厳, ? – 234) hay Lý Bình (李平) là quan viên nhà Thục Hán thời Tam Quốc trong lịch sử Trung Quốc.

## Khởi nghiệp
Nghiêm tự Chánh Phương, người quận Nam Dương, Kinh Châu . Thiếu thời Nghiêm làm lại ở quận, nhờ tài cán mà nổi tiếng. Kinh Châu mục Lưu Biểu khiến Nghiêm làm việc ở các quận, huyện khác. Khi Tào Tháo tiến vào Kinh Châu, Nghiêm đang giữ chức Tỷ Quy huyện lệnh, bèn bỏ sang Thục, được Lưu Chương dùng làm Thành Đô huyện lệnh, lại nổi tiếng là có tài năng. 
Năm Kiến An thứ 18 (213), Nghiêm được thự làm Hộ quân, kháng cự Lưu Bị ở Miên Trúc. Nghiêm đưa quân ra hàng Lưu Bị, được bái làm Tì tướng quân. Lưu Bị chiếm Thành Đô, lấy Nghiêm làm Kiền Vi thái thú, Hưng nghiệp tướng quân. Năm thứ 23 (218), bọn Mã Tần, Cao Thắng nổi dậy ở huyện Thê, tập hợp mấy vạn người, kéo đến huyện Tư Trung. Bấy giờ Lưu Bị đang giằng co với Tào Tháo ở Hán Trung, Nghiêm không thể lấy thêm binh, bèn soái binh sĩ bản quận được 5000 người đi dẹp, chém đầu bọn Tần, Thắng. Đồng đảng của bọn Tần, Thắng tan rã, đều được Nghiêm cho về làm dân. Lại có thủ lãnh người thiểu số ở Việt Huề đem quân vây huyện Tân Đạo, Nghiêm vội đi cứu, phản quân thua chạy. Nghiêm được gia hiệu Phụ Hán tướng quân, lĩnh quận như cũ. 
Năm thứ 24 (219), Lưu Bị giành được Hán Trung, sai Nghiêm theo bọn Lưu Phong, Mạnh Đạt đánh quận Thượng Dung, thái thú Thân Đam bèn ra hàng.  

## Phục vụ Thục Hán
Năm Chương Vũ thứ 2 (222), Hán Chiêu Liệt đế Lưu Bị vời Nghiêm đến cung Vĩnh An, bái làm Thượng thư lệnh. Năm thứ 3 (223), Chiêu Liệt đế bệnh nặng, Nghiêm cùng Gia Cát Lượng nhận di chiếu giúp thiếu chủ, được làm Trung đô hộ, Thống nội ngoại quân sự, lưu trấn Vĩnh An. Năm Kiến Hưng đầu tiên (223), Nghiêm được phong Đô hương hầu, Giả tiết, gia Quang lộc huân. Năm thứ 4 (226), Nghiêm được chuyển làm Tiền tướng quân. Bởi Gia Cát Lượng đem quân ra Hán Trung nhằm chuẩn bị Bắc phạt, muốn lấy Nghiêm coi hậu phương, nên dời ông đồn trú Giang Châu, lưu Hộ quân Trần Đáo ở lại Vĩnh An, vẫn ở dưới quyền của ông. Lúc này Nghiêm và Lượng thay nhau gởi thư lôi kéo Mạnh Đạt (đã hàng Tào Ngụy từ năm 220), nội dung thư cho thấy quan hệ của hai người tương đối hòa hợp: Nghiêm mong muốn sẽ cùng Lượng làm nên việc lớn, còn Lượng đánh giá cao năng lực của Nghiêm. 
Dù vậy, Trần Thọ ghi nhận Nghiêm đã gởi thư khuyên Lượng nhận Cửu tích, tiến tước xưng vương (tương tự hành vi của Tào Tháo đối với nhà Hán). Lượng đã đáp thư thẳng thắn bác bỏ. 
Năm Kiến Hưng thứ 8 (230), Nghiêm được thăng làm Phiếu kị tướng quân. Bởi tướng Ngụy là Tào Chân phát 3 đạo binh đánh Thục, Lượng lệnh cho Nghiêm đem 2 vạn người đi Hán Trung, lại dâng biểu lấy con của ông là Lý Phong làm Giang Châu đô đốc để nắm quân đội, thay ông coi việc ở Giang Châu. Bởi Lượng dự định năm sau tiến hành lần nữa Bắc phạt, bèn lệnh cho Nghiêm làm Trung đô hộ thự phủ sự. Sau đó Nghiêm đổi tên là Lý Bình. 
Mùa xuân năm thứ 9 (231), Lượng đóng quân ở Kỳ Sơn, lấy Bình đốc thúc việc vận tải quân nhu. Gặp lúc giao mùa thu – hè, trời đổ mưa dầm, vận lương không kịp, Bình sai Tham quân Hồ Trung, Đốc quân Thành Phiên tuyên dụ chỉ, gọi Lượng quay về. Lượng đã vâng mệnh lui quân, Bình vờ kinh ngạc: “Quân lương đầy đủ, sao lại quay về!” nhằm thoái thác trách nhiệm của mình, tỏ ra chẳng có tội trong việc Lương không thể tiến quân. Bình còn dâng biểu nói: “Quân ta vờ lui, là muốn dụ địch để đánh.” Lượng bày ra bản thảo viết tay trước sau của Bình, sáng tỏ việc Bình làm giả chỉ dụ. Bình hết đường chối cãi, cúi đầu nhận tội. 
Thường Cừ kể rằng Lượng lo lương thực không kịp, thông báo với Bình 3 kế sách: Thượng, đánh úp hậu quân của Tư Mã Ý; Trung, giằng co với quân Ngụy; Hạ, rút quân. Bấy giờ quân lương của đôi bên đều cạn, nhưng Bình thấy trời mưa, sợ vận tải đường thủy ách tắc, bèn chủ động đề nghị Lượng rút quân. 
Lượng dâng biểu kể tội Bình: “Từ sau khi Tiên đế băng, Bình coi việc giữ nhà, chuộng gây ơn huệ nhỏ, để an thân và cầu danh, không chăm lo việc nước. Thần sắp ra bắc, muốn để Bình đem binh giữ Hán Trung, Bình gặp lúc khó khăn liền gây khó dễ, không có ý lên đường, còn đòi lấy 5 quận làm Ba Châu thứ sử. Năm ngoái thần muốn tây chinh, muốn lệnh Bình coi việc binh Hán Trung, Bình nói bọn Tư Mã Ý được Khai phủ để vời gọi nhân tài. Thần biết tính Bình hẹp hòi, muốn nhân lúc có việc để ép thần hòng kiếm lợi, ấy thế đã dâng biểu cho con Bình là Phong coi việc binh Giang Châu, đãi ngộ cao dày, nhằm được việc nhất thời. Bình cho đến hôm nay, đã được gởi gắm nhiều việc, quần thần trên dưới đều lấy làm lạ sao thần lại đối đãi với Bình hậu vậy. Chính bởi việc lớn chưa định, nhà Hán nguy nan, phạt lỗi nhỏ của Bình, chẳng bằng bao dung ông ta. Vẫn cho rằng tính Bình chỉ quan tâm vinh lợi mà thôi, ngờ đâu lòng Bình đảo điên đến thế. Mọi việc trì trệ, gây ra thất bại, là thần chẳng sáng suốt, nói ra thêm xấu hổ.”  Tiếp đó Lượng tập hợp các đại thần, liên danh dâng thư đòi trị tội Bình, gọi là Công văn thượng thượng thư (公文上尚书曰).  Vì thế Hậu chủ phế Bình làm dân, đày ra quận Tử Đồng.  Lượng gởi thư vỗ về Lý Phong, cho phép anh ta giữ lại nô tỳ và tân khách trăm vài mươi người của Bình. 
Năm thứ 12 (234), Bình nghe tin Lượng mất, cũng phát bệnh mà chết. Bình luôn mong đợi Lượng sẽ khôi phục cho mình, còn người kế nhiệm Lượng sẽ không thể làm vậy, nên phẫn chí. 
Lý Phong được làm đến Chu Đề thái thú. 

## Tính cách
Bình tính hà khắc lạnh lùng, chỉ muốn tìm lợi cho mình, người ở quê nhà đặt câu ngạn ngữ chễ giễu ông: “Khó gần gũi, Lý lân giáp”. (ý nói Bình giống như loài động vật có giáp vảy cá, khó tiếp cận)  Năm Kiến Hưng thứ 5 (225), người cùng quận với Bình là Trần Chấn đi sứ Đông Ngô, trước khi lên đường đã nói với Gia Cát Lượng việc này, nhưng Lượng gạt đi. Đến năm thứ 9 thì Bình bị phế, Lượng khen Chấn hiểu biết. 

## Những thành tựu khác
Ngoài những công trạng đánh dẹp các lực lượng nổi dậy ở trên, Gia Cát Lượng có nói Bình “chuộng gây ơn huệ nhỏ, để an thân và cầu danh”. Đúng là Bình đã làm được vài việc cho đất Thục:
- Năm Kiến An thứ 21 (216), Bình đang ở chức Kiền Vi thái thú, đã đục núi Thiên Xã, làm đường lớn men sông, kiểm tra cầu xá, bến bãi, quân dân vui vẻ. Bình còn xây dựng phủ quan, có lầu lớn tráng lệ, trở thành thắng cảnh ở châu. [Sử liệu khác 3]

- Năm Kiến Hưng thứ 4 (226), Bình được nhận chức Giang Châu đô đốc, mở rộng thành Giang Châu, đạt đến chu vi 16 dặm. Bình cho đục núi phía sau thành, nối liền sông Vấn với sông Ba, khiến thành trở thành cù lao. Bình dựa trên cơ sở này để đề nghị cắt 5 quận đặt ra Ba Châu, lấy thành Giang Châu làm trị sở, Gia Cát Lượng không đồng ý. [Sử liệu khác 4]

## Hình tượng văn học
Trong tiểu thuyết Tam quốc diễn nghĩa, Lý Nghiêm là bộ hạ của Lưu Chương, kết nghĩa với Mạnh Đạt. Vào lúc Lưu Bị tấn công Miên Trúc, Nghiêm nhận lệnh giữ ải, cùng Hoàng Trung giao chiến hơn 40 hợp, bị Gia Cát Lượng khiến Trung trá bại để bao vây, đành chịu đầu hàng. Sau trận Di Lăng, Lưu Bị triệu Lượng và Nghiêm nghe di mệnh, sau đó Lượng về Thành Đô, còn Nghiêm ở lại cung Vĩnh An. Không lâu sau, Tào Phi nghe kế Tư Mã Ý, điều 5 lộ đại quân đánh Thục, Lượng sai Nghiêm gởi thư cho Mạnh Đạt, khiến Đạt thác bệnh để lui quân.
Khi Lượng ra Kỳ Sơn lần thứ 5, Nghiêm vận lương không xong, nói dối Đông Ngô xâm phạm, khiến Lượng vội vàng lui quân. Trong khi đó, Nghiêm nói với Hậu chủ rằng lương thực đầy đủ, không rõ vì sao Lượng lui quân. Lương biết việc thì nổi giận, dâng biểu đòi biếm Nghiêm làm thứ nhân, lấy Lý Phong thay thế chức vụ của cha. Ban đầu Hậu chủ chưa chấp thuận, nhưng được Phí Y thuyết phục, nên Hậu chủ nghe theo.
Đến khi nghe tin Lượng mất, Nghiêm cho rằng không còn cơ hội khôi phục, khóc lớn mà bệnh mất. Nhìn chung, hình tượng của Lý Nghiêm được miêu tả sát với sử sách.